# セクエンツィア
セクエンツィア (羅 Sequentia) は、キリスト教聖歌の曲種の一つ。
カトリック教会に於いて9世紀から15世紀に架けて新しく作られ、16世紀にそのほとんどが廃止された、アレルヤ唱またはトラクトゥス（詠唱）に続けて歌われるラテン語の聖歌の事を指す。和訳では「続唱」。ただし現代の典礼では、アレルヤ唱の後ではなく前に歌われる。

## 概要
カトリック教会で用いられる聖歌の種類の一つで、初期キリスト教聖歌の流れを汲む伝統的なグレゴリオ聖歌とは異なった、中世に新たに作られた西欧文化独自の聖歌である。
セクエンツィアという名前はラテン語の「〜に続く」の意味の"セクオル" sequor から来ており、その由来については、アレルヤのすぐ後に続けて歌われるからという説が一般的なようである。
ミサ曲のアレルヤ唱はメリスマの強い固有文の曲で、中世の半ばにトロープス状に散文詩形式の説明的な歌詞が付けられた。この部分を「散文詩」の意味のプローザ（prosa）と言うが、これが独立した新しい曲となって、アレルヤ唱のすぐ後に続けて歌われるようになった、というのがこれまでの通説であったが、最近の研究で初期のセクエンツィアにアレルヤ唱と無関係と思われる旋律が幾つか発見されたため、少なくとも起源についてこの説はあてはまらないとされている。また、後期に作られたものにもアレルヤと無関係な旋律が現れてきている。
名前が残されている最古のセクエンツィアの作者であるスイスのザンクト・ガレン修道院の「ノトケル・バルブルス（吃音のノトケル）」（Notker Balbulus 840年頃-912年4月6日）は、その後に流行するセクエンツィアの形式を作り上げたとされるが、その作品集である『賛歌集（Liber ymnorum）』の序文の中で、旋律が長過ぎて憶えきれない事から色々考えていたと述べた後に、手に入れたアンティフォナ集の中にセクエンツィアの旋律が既に存在し、不完全ではあるがそれにアンティフォナ形式の詩が添えられていた事を明らかにしている。さらに続けて、ノトケルはこれを真似て試作し、その師イゾー（Iso ?-871年頃）の助言に従って詩句をシラブルに、つまり1つの音に対して言葉の1音節を割当てて記述する等の改良を加えた事も述べている。
セクエンツィアの作曲は、中世からルネッサンスの始めに架けて流行し非常に多くの曲が作られた。ノトケル・バルブルスの他、10世紀末の同じくザンクト・ガレンのエッケハルト1世、11世紀のブルゴーニュのヴィポ、12世紀のサン・ヴィクトールのアダン、13世紀のトマス・アキナスなどが代表的な作者とされる。またヒルデガルト・フォン・ビンゲンも特徴のある作品を残している。トロープスと同様に、オルガヌムなどのポリフォニー宗教曲の実験の場でもあった。
ルネッサンスの中頃までに程度の様々な多くの作品が作られるようになって（その数は実に5000曲余りといわれる）混乱を呈していたため、こうした状況を憂慮した宗教界は16世紀半ばのトリエント公会議で4つの曲を残して全て廃止した。その後1727年に1つが追加で認められて公認曲は5つになった。
聖書以外から採られた散文詩であることからイムヌスに分類される事がある。

## 構造
ノトケルなどの初期に於いては、次の様な構造が一般的に見られる。
```
（詩形）A - bb' - cc' - dd' - ee' -・・・- Z
（旋律）A - BB  - CC  - DD  - EE  -・・・- Z

```

祈り句 A に続いて、同じ形の詩句（スタンザ）が同じ旋律でアンティフォナ形式で対句（これを複詩句、クプレという）になっており、それぞれリズムも長さも異なる形の複詩句が幾つか連なって、最後の祈り Z で締め括られる。セクエンツィアという名前の由来の一つに、この異なる形の詩句が繰り返し無く、幾つも続く詩形から来ているという説がある。
11世紀頃には句形が統一された形が現れた。さらに12世紀にはヴェニ・サンクテ・スピリトゥスに見られる様に韻を踏む詩が現れて主流になった。これを押韻型セクエンツィアとか後期型セクエンツィアなどと言う事がある。サン・ヴィクトールのアダンの『セクエンツィア集』はこの形式の代表的な作品である。
```
（詩形）A - b1b2 - b3b4 - b5b6 - b7b8 -・・・- Z
（旋律）A -  BB  -  CC  -  DD  -  EE  -・・・- Z

```

13世紀頃からは賛歌の様な有節形式のものが現れ、作り易くまた憶え易いため流行した。ディエス・イーレ等がこれに当たる。
```
（詩形）A -[ b1b2 - b3b4 ]-[ b5b6 - b7b8 ]-・・・- Z
（旋律）A -   BB  -  CC   -   BB  -  CC   -・・・- Z

```

## トリエント公会議以降に公認された曲

### トリエント公会議で公認されたもの
- 復活祭のミサのための "Victimae paschali laudes"「ヴィクティマエ・パスカリ・ラウデス（復活のいけにえに）」
- 聖霊降臨祭のミサのための "Veni Sancte Spiritus"「ヴェニ・サンクテ・スピリトゥス（来たりたまえ聖霊）」
- 聖体の祝日のミサのための "Lauda Sion"「ラウダ・シオン（シオンよ汝の救い主を讃えよ）」
- レクイエムのための "Dies irae"「ディエス・イーレ（怒りの日）」

### 1727年に追加されたもの
- 悲しみの聖母の記念日（9月15日）のミサのための "Stabat Mater"「スターバト・マーテル（悲しみの聖母）」

## 資料
- ノートケル「賛歌集」 中世思想原典集成 第6巻 カロリング・ルネッサンス、岩本、平林訳、上智大学中世思想研究所 編訳/監修、平凡社 1992年、ISBN 4582734162